# Hôtel de Warenghien de Flory
 (juin 2015).
Si vous disposez d'ouvrages ou d'articles de référence ou si vous connaissez des sites web de qualité traitant du thème abordé ici, merci de compléter l'article en donnant les références utiles à sa vérifiabilité et en les liant à la section « Notes et références ».
L'Hôtel de Warenghien est un bâtiment classé monument historique, témoin du goût français qui s'est développé à la fin de l'Ancien Régime et au XIXe siècle à Douai.

## Construction et premiers occupants
Le 27 juillet 1754, par devant Maître Defaulx, notaire, le terrain situé rue de la porte Morel est acquis par Georges Durand seigneur d’Elecourt, architecte et entrepreneur des fortifications, capitaine des écluses et du Fort de Scarpe, pour 5 000 florins au sieur Mauroy, directeur des fourrages de la ville de Douai. 
Le 21 janvier 1780, l'hôtel est vendu par Durand d’Elecourt à Bathilde de Saint Aldégonde, abbesse de l’Abbaye Royale de Flines, la communauté souhaitant remplacer leur précédent refuge de Douai, « peu commode pour une communauté aussi nombreuse que la leur (...) situé dans un endroit malsain et menacé de ruines prochaine », par un lieu en meilleur état, à l'exemple des autres congrégations de la région, pour pouvoir « en cas de maladie ou d'affaire importante (...) porter des secours ». 
Pour autant, ce projet, qui provoqua la vente par les abbesses de plusieurs pièces de terre afin de pouvoir acquérir ce bien ne se réalisa pas. Le bâtiment fut ensuite loué par l'abbaye au sieur Ranst de Berchem, magistrat du Parlement de Douai.

## Description
Respectueux des obligations du règlement de 1718, le bâtiment est emblématique du goût français qui fleurit à Douai au XVIIIe siècle après que la ville soit devenue en 1713 le siège du Parlement de Flandre. 
Sur la rue, le rez-de-chaussée est une gresserie, soubassement en grès, tandis que se déploie au-dessus une façade à deux étages présentant de hautes fenêtres, des arcatures et jambages en pierre de calcaire dont les trumeaux, en briques jointoyées, supportent un badigeon de chaux. Le grand côté du quadrilatère, à l'inverse de la disposition flamande, s'aligne sur la voie.
En revanche, comme beaucoup de demeures douaisiennes, l'austérité de la rue ne se retrouve pas sur le parc. La façade, plus ouvragée est de style italien et s'avère peut-être postérieure à la construction initiale.

## Acquisition par la famille de Warenghien
En 1791, le bâtiment devenu bien national est alors acquis par Louis Joseph de Warenghien de Flory, ancien Conseiller au Parlement de Flandre, devenu Procureur Général Syndic du département du Nord. Proche de Merlin de Douai, il exercera, après avoir été inquiété sous la Terreur, des responsabilités au nom du Directoire avant de revenir à Douai sous l'Empire où il sera procureur général puis président de la Cour.
L'hôtel abrite alors son gendre, le Lieutenant Général Baron Louis-Joseph Lahure, Gouverneur militaire du Nord, qui le quitte en juillet 1815 après avoir conclu un cessez-le-feu honorable avec la coalition autrichienne. Un mandât d’arrêt ayant été lancé contre lui par les nouvelles autorités françaises, il part de Douai protégé par un contingent de cosaques commandé par des officiers anglais, qui, après lui avoir rendu les honneurs, l’accompagnent jusqu’à Bruxelles.
En 1824, l’Hôtel de Warenghien devient propriété de Louis–Philippe Baron de Warenghien de Flory, ancien commissaire des guerres, maire de Douai, fils de Louis-Joseph. Ce dernier le vend à son tour en janvier 1845 à son fils Charles, Président de chambre à la cour de Douai et conseiller Municipal. 
Entre 1914 et 1918, l'hôtel fut réquisitionné pour y loger  les pilotes allemands rattachés aux escadrilles basées sur le terrain d'aviation de Douai. Le baron rouge, Manfred von Richthofen, y séjourna. À la libération de Douai, l'Hôtel fut repris par la famille de Warenghien en mauvais état.
Pendant la guerre de 1939 à 1945, le bâtiment subit un destin semblable. Une nouvelle fois réquisitionné par l'occupant, il fut en partie soufflé lors du bombardement américain du 12 août 1944 qui visait la destruction de la gare ferroviaire très proche. Les communs furent complètement détruits. Le classement du 18 août 1944 permit toutefois sa reconstruction minutieuse sous l’impulsion de Gérard, Baron de Warenghien, alors propriétaire, en collaboration avec l’architecte en chef des monuments historiques.
Transmis à ses descendants jusqu'à aujourd'hui, actuellement Florence de Warenghien, épouse du vicomte Aimery de Foulhiac de Padirac, l’hôtel de Warenghien de Flory est la propriété de la même famille depuis 1790, soit plus de deux siècles de l’histoire du Douaisis.

## Sources
- Douai ancien et nouveau, Duthillœul, Douai chez Foucart Libraire, 1860
- Archives historiques et littéraires du Nord de la France, Dinaux, troisième série, Tome V, Valenciennes, 1855